# Gobernación de Kazán
La gobernatura general de Kazán (en ruso: Каза́нская губе́рния; en tártaro: Qazan gubernası/Казан губернасы; en chuvasio: Хусан кěперниě) fue una de las gubernias del Imperio ruso desde 1708–1920, con la ciudad de Kazán como capital.
Fue una de las ocho gobernaciones creadas por Pedro el grande e incluía los territorios del kanato de Kazán, del kanato de Siberia y del kanato de Astracán, con adiciones de terrenos de la Horda Nogái. 
- Datos: Q1425322
- Multimedia: Kazan Governorate / Q1425322